# 331. п. н. е.

## Догађаји
- Основана Александрија
- Александар Македонски победио у битки код Гаугамеле и освојио Персеполис